# Typhloseiopsis theodoliticus
Typhloseiopsis theodoliticus är en spindeldjursart som beskrevs av De Leon 1959. Typhloseiopsis theodoliticus ingår i släktet Typhloseiopsis och familjen Phytoseiidae. Inga underarter finns listade i Catalogue of Life.